# Nataliya Davydova
Nataliya Anatolivna Davydova –en ucraniano, Наталія Анатоліївна Давидова– (Sherlovaya Gora, URSS, 22 de junio de 1985) es una deportista ucraniana que compitió en halterofilia.
Participó en los Juegos Olímpicos de Pekín 2008, obteniendo una medalla de bronce en la categoría de 69 kg; medalla que perdió posteriormente por dopaje.
Ganó una medalla de bronce en el Campeonato Mundial de Halterofilia de 2007 y tres medallas en el Campeonato Europeo de Halterofilia entre los años 2005 y 2007.

## Palmarés internacional
| Juegos Olímpicos   | Juegos Olímpicos       | Juegos Olímpicos  | Juegos Olímpicos |
| Año                | Lugar                  | Medalla           | Categoría        |
| ------------------ | ---------------------- | ----------------- | ---------------- |
| 2008               | Pekín (China)          | DSC               | 69 kg            |
| Campeonato Mundial |                        |                   |                  |
| Año                | Lugar                  | Medalla           | Categoría        |
| 2007               | Chiang Mai (Tailandia) | Medalla de bronce | 69 kg            |
| Campeonato Europeo |                        |                   |                  |
| Año                | Lugar                  | Medalla           | Categoría        |
| 2005               | Sofía (Bulgaria)       | Medalla de bronce | 69 kg            |
| 2006               | Władysławowo (Polonia) | Medalla de plata  | 69 kg            |
| 2007               | Estrasburgo (Francia)  | Medalla de bronce | 69 kg            |